# 信興バス
信興バス株式会社（しんこうバス）は、静岡県富士市に本社を置くバス事業者である。貸切バス・乗合バス・特定バス事業、旅行業などを運営する。貸切バス事業を中心に、静岡県内でコミュニティバスの運行も受託する。

## 概要
富士宮市と静岡市からコミュニティバス運行業務を受託している。そのほか、富士市から委託を受けて自動車貨物運送事業も行っている。かつては富士市コミュニティバスの運行も受託していた。
また、イオンタウン富士南（旧：イオン富士南ショッピングセンター）とJR富士駅を結ぶシャトルバスの運行も行っている。

### 事業所
- 本社：静岡県富士市五貫島550[1]
- 由比案内所：静岡県静岡市清水区由比

## コミュニティバス運行受託

### 現行路線
- 富士宮市：宮バス[2][4]
  - 富士急静岡バスと共同受託[4]。信興バスは、芝川地区の路線である芝富線・稲子線・香葉台線・稗久保線を担当する[4]。
- 静岡市
  - 由比地区自主運行バス「ゆいばす」[2][5]

2005年（平成17年）9月から半年間の試験運行を実施後、翌2006年（平成18年）4月から本運行を開始した[5]。車両はトヨタ・ハイエースを使用する[5]。
  - 由比・蒲原病院線自主運行バス[2][6]

2019年（令和元年）9月30日をもって富士急静岡バス興津線が廃止されたことに伴い、翌10月1日より廃止代替バスとして由比・蒲原地区の生活交通確保のため運行を開始した[6]。

### 過去の路線
- 富士市：富士市コミュニティバス
  - 富士市街地・富士川地域間循環（Cバス）

## 車両
車両35台を保有する。貸切バスは、大型車はいすゞ・ガーラ、中型車は日野・セレガ（9mショートボディ）、小型車は三菱ふそう・エアロミディ（観光型）を保有する。またエアロミディに中扉リフトを装備した車椅子用リフトバスも保有する。そのほか、マイクロバスとして日野・リエッセIIを保有する。
乗合バスは、宮バスでは専用カラーのノンステップ小型バスの日野・ポンチョ、静岡市のコミュニティバスではワンボックスカーのトヨタ・ハイエース（信興バスカラー）を使用する。